# Carnotite
La carnotite è un minerale radioattivo, un vanadato tri-idrato di uranile e potassio appartenente al gruppo omonimo.
Il nome deriva da Marie-Adolphe Carnot (24 gennaio 1839 - 21 giugno 1920) chimico, geologo e mineralogista francese.
Descritta per la prima volta da Charles Friedel (12 marzo 1832 - 20 aprile 1899) chimico e mineralogista francese, nel 1899.

## Abito cristallino
I cristalli sono rari, tabulari romboedrici o pseudoesagonali, appiattiti su {001}, di lunghezza massima 2 mm.

## Origine e giacitura
Il minerale si trova nelle rocce sedimentarie (soprattutto arenarie).
Ha origine nelle zone di ossidazione dei giacimenti associati di vanadio e uranio, spesso associata a resti fossili; come patina è stata rinvenuta quale alterazione su davidite-(Ce). La paragenesi è con tyuyamunite, metatyuyamunite, volborthite, tangeite, metatorbernite, rossite, hewettite, gesso, barite.

## Forma in cui si presenta in natura
Oltre che in cristalli, in aggregati terrosi, patine masse polverulente microcristalline e impregnazioni. Più rari sono i cristalli distinti, tabulari, fatti «a losanga».

## Caratteri fisico-chimici
Solubile debolmente in molti acidi, è fortemente radioattivo; differisce dalla copiapite e dalla tyuyamunite, simili per formula, per l'intensità della radiazione e la reattività chimica.
- Peso molecolare: 902,18 gm
- Fotoelettricità: 1373,99 barn/elettrone[2]
- Indice di fermioni: 0,0042206952[2]
- Indice di bosoni: 0,9957793048 [2]
- Birifrangenza: 0,2[3]
- Dispersione: {\displaystyle r<v}[3]
- Pleocroismo: debole[3]
  - X: da quasi incolore a giallo grigiastro pallido[3]
  - Y:Z: da giallo canarino a giallo limone[3]
- Gli indici di rifrazione aumentano al diminuire del contenuto d'acqua[3]
- Radioattività[2]: GRapi: 3.928.702,45 (Gamma Ray American Petroleum Institute Units)
  - Concentrazione di unità GRapi nella carnotite: 6.084,4 barn/cc
  - La carnotite è radioattiva come definito dal 49 CFR 173.403 più grande di 70 bq/g

| Taglia del campione peso/volume* | Radioattività calcolata in Becquerel (Bq) | Radioattività calcolata in Curie (Ci) | Radioattività stimata in GR(api) | Esposizione stimata (mRem**)/hr se tenuto in mano per un'ora |
| -------------------------------- | ----------------------------------------- | ------------------------------------- | -------------------------------- | ------------------------------------------------------------ |
| 1000 g/7,22 cm                   | 94.456.860                                | 2,55∙10-3                             | 3.928.702,45                     | 1.291,63                                                     |
| 100 g/3,35 cm                    | 9.445.686                                 | 2,55∙10-4                             | 392.870,25                       | 129,16                                                       |
| 10 g/1,56 cm                     | 944.569                                   | 2,55∙10-5                             | 39.287,02                        | 12,92                                                        |
| 1 g/7,22 mm                      | 94.457                                    | 2,55∙10-6                             | 3.928,70                         | 1,29                                                         |
| 0,1 g/3,35 mm                    | 9.446                                     | 2,55∙10-7                             | 392,87                           | 0,13                                                         |
| 0,01 g/1,56 mm                   | 945                                       | 2,55∙10-8                             | 39,29                            | 0,01                                                         |
| 0,001 g/0,72 mm                  | 94                                        | 2,55∙10-9                             | 3,93                             | 0,00                                                         |

Peso della carnotite pura in grammi (g) e diametro calcolato di una sfera con una densità di 5,07 g / cm³. *

Stima del governo dell'esposizione annuale media (360 mRem) **

Nota: 10 micro-sievert / ora = 1 mRem / ora **

Dose massima consentita per adulti 50.000 mRem / anno (mani), 15.000 mRem / anno (occhi)

Dose letale LD (50) Esposizione da 400.000 a 500.000 m Rem

## Località di ritrovamento
Si trova nella regione del Ferghana, nel Turkestan; in un'arenaria rossastra del Katanga, nello Zaire; a Radium Hill, in Australia come alterazione della davidite-(Ce); a Roc Creek, nella paradox Valley e nella Gypsum Valley, località del Colorado; a San Rafael Swell, nello Utah; nella Monument Valley, in Arizona.
In Italia sotto forma di patine la si trova a Sassone, nella Riserva naturale di Monterano e nel comune di Canale Monterano, in provincia di Roma; venette gialle in una cava nei pressi di Ferento, nel comune di Viterbo.

## Utilizzi
Malgrado la rarità, è un minerale utile nell'estrazione dell'uranio.